# Nauris Petkevičius
Nauris Petkevičius (Kaunas, 19 februari 2000) is een Litouws voetballer die sinds januari 2025 uitkomt voor FK Sūduva.

## Clubcarrière
Petkevičius ondertekende in december 2021 een tweejarig contract met optie op twee extra seizoenen bij de Belgische eersteklasser Sporting Charleroi.

## Clubstatistieken
| Seizoen | Club                 | Land      | Competitie       | Wed. | Doelp. |
| ------- | -------------------- | --------- | ---------------- | ---- | ------ |
| 2016    | FC Stumbras          | Litouwen  | A Lyga           | 11   | 0      |
| 2017    | FC Stumbras          | Litouwen  | A Lyga           | 2    | 0      |
| 2017/18 | Lille OSC            | Frankrijk | Ligue 1          | 0    | 0      |
| 2018/19 | Lille OSC            | Frankrijk | Ligue 1          | 0    | 0      |
| 2019/20 | Lille OSC            | Frankrijk | Ligue 1          | 0    | 0      |
| 2020/21 | Lille OSC            | Frankrijk | Ligue 1          | 0    | 0      |
| 2021/22 | FC Hegelmann Litauen | Litouwen  | A Lyga           | 33   | 16     |
| 2021/22 | RSC Charleroi        | België    | Eerste klasse A  | 4    | 0      |
| 2022/23 | → Zébra Elites       | België    | Eerste nationale | 2    | 0      |
| 2022/23 | → Beerschot V.A.     | België    | Eerste klasse B  | 0    | 0      |
| Totaal  | Totaal               | Totaal    | Totaal           | 52   | 16     |

## Interlandcarrière
Petkevičius maakte op 4 juni 2022 zijn interlanddebuut voor Litouwen: in de Nations League-wedstrijd tegen Luxemburg (0-2-verlies) liet bondscoach Valdas Ivanauskas hem in de 63e minuut invallen voor Paulius Golubickas.
| Interlands van Nauris Petkevičius | Interlands van Nauris Petkevičius | Interlands van Nauris Petkevičius | Interlands van Nauris Petkevičius | Interlands van Nauris Petkevičius | Interlands van Nauris Petkevičius | Interlands van Nauris Petkevičius |
| No.                               | Datum                             | Wedstrijd                         | Uitslag                           | Soort Wedstrijd                   | Doelpunten                        |                                   |
| Als speler bij Sporting Charleroi | Als speler bij Sporting Charleroi | Als speler bij Sporting Charleroi | Als speler bij Sporting Charleroi | Als speler bij Sporting Charleroi | Als speler bij Sporting Charleroi | Als speler bij Sporting Charleroi |
| --------------------------------- | --------------------------------- | --------------------------------- | --------------------------------- | --------------------------------- | --------------------------------- | --------------------------------- |
| 1.                                | 4 juni 2022                       | Litouwen – Luxemburg              | 0 – 2                             | UEFA Nations League 2022/23       | -                                 |                                   |
| 2.                                | 7 juni 2022                       | Litouwen – Turkije                | 0 – 6                             | UEFA Nations League 2022/23       | -                                 |                                   |
| Totaal                            | Totaal                            | Totaal                            | Totaal                            | Totaal                            | -                                 |                                   |

Bijgewerkt tot 24 juni 2022